# Gais 2012
Gais deltog säsongen 2012 i Allsvenskan och Svenska cupen. 
Inför säsongen spelade man tio träningsmatcher, varav tre stycken var i en träningscup kallad Color Line Cup. Av dessa tio matcher vann man enbart tre stycken och spelade fem oavgjorda matcher, två matcher förlorades. I Allsvenskan 2012 slutade Gais på sista plats och blev nedflyttade till Superettan. I Svenska cupen åkte Gais ur i gruppspelet.

## Spelartruppen
Källa:
| Nr | Land           | Pos | Namn                 |
| -- | -------------- | --- | -------------------- |
| 1  | Sverige        | MV  | Dime Jankulovski     |
| 2  | Kongo-Kinshasa | F   | Richard Ekunde       |
| 3  | Sverige        | F   | Erik Berthagen       |
| 4  | Sverige        | F   | Mirza Mujčić         |
| 5  | Sverige        | F   | Jimmy Tamandi        |
| 6  | Ghana          | MF  | Reuben Ayarna        |
| 7  | Sverige        | MF  | Jakob Olsson         |
| 8  | Sverige        | MF  | Richard Spong        |
| 9  | Nigeria        | A   | Peter Ijeh           |
| 10 | Sverige        | MF  | Jesper Florén        |
| 11 | Sverige        | MF  | Gzim Istrefi         |
| 12 | Sverige        | A   | Joakim Edström       |
| 13 | England        | F   | Calum Angus          |
| 15 | Sverige        | MF  | Fredrik Lundgren (C) |
| 16 | Sverige        | MF  | Enis Majlici         |
| 17 | Sverige        | MF  | Erik Johansson       |

| Nr | Land      | Pos | Namn                          |
| -- | --------- | --- | ----------------------------- |
| 18 | Sverige   | MF  | Linus Tornblad                |
| 19 | Sverige   | MF  | Alexander Angelin             |
| 20 | Sverige   | F   | Kenneth Gustafsson            |
| 21 | Kamerun   | MF  | Eric Bassombeng               |
| 22 | Sverige   | MF  | Jeffrey Aubynn                |
| 24 | Sverige   | MF  | Johan Pettersson              |
| 25 | Brasilien | MF  | Wanderson°                    |
| 26 | Sverige   | F   | Malkolm Moënza                |
| 27 | Sverige   | MF  | Mervan Celik°                 |
| 27 | Sverige   | F   | Roko Miocic                   |
| 28 | Sverige   | MF  | August Gustafsson Lohaprasert |
| 29 | Brasilien | MF  | Romarinho                     |
| 31 | Sverige   | MF  | Markus Gustafsson             |
| 32 | Finland   | MV  | Henri Sillanpää°              |
| 35 | Sverige   | MV  | Karl-Johan Videhult           |
| 35 | Sverige   | MV  | Oliver Gustavsson             |

° Spelaren lämnade klubben under sommaruppehållet.

* Spelaren anslöt till klubben under sommaruppehållet.

## Övergångar
| Nr | Land    | Pos | Namn                                                   |
| -- | ------- | --- | ------------------------------------------------------ |
|    | Sverige | MF  | Sandeep Mankoo (återvände från lån i Qviding)          |
|    | Sverige | F   | Johan Rundqvist (återvände från lån i Qviding)         |
|    | Island  | MF  | Hallgrímur Jónasson (återvände från lån i SønderjyskE) |
|    | Sverige | MF  | Johan Pettersson (återvände från lån i Varbergs BoIS)  |
|    | Sverige | A   | Joakim Edström (återvände från lån i Varbergs BoIS)    |
|    | Sverige | MF  | Erik Berthagen (återvände från lån i Varbergs BoIS)    |
|    | Nigeria | A   | Peter Ijeh (från Syrianska)                            |
|    | Sverige | MF  | Jakob Olsson (från Örgryte IS)                         |
|    | Sverige | MF  | Jeffrey Aubynn (fri transfer)                          |

| Nr | Land    | Pos | Namn                                                   |
| -- | ------- | --- | ------------------------------------------------------ |
|    | Sverige | MF  | Sandeep Mankoo (återvände från lån i Qviding)          |
|    | Sverige | F   | Johan Rundqvist (återvände från lån i Qviding)         |
|    | Island  | MF  | Hallgrímur Jónasson (återvände från lån i SønderjyskE) |
|    | Sverige | MF  | Johan Pettersson (återvände från lån i Varbergs BoIS)  |
|    | Sverige | A   | Joakim Edström (återvände från lån i Varbergs BoIS)    |
|    | Sverige | MF  | Erik Berthagen (återvände från lån i Varbergs BoIS)    |
|    | Nigeria | A   | Peter Ijeh (från Syrianska)                            |
|    | Sverige | MF  | Jakob Olsson (från Örgryte IS)                         |
|    | Sverige | MF  | Jeffrey Aubynn (fri transfer)                          |

| Nr | Land    | Pos | Namn                                                    |
| -- | ------- | --- | ------------------------------------------------------- |
|    | Sverige | MF  | Mervan Celik (fri transfer)                             |
|    | Sverige | MF  | Jesper Florén (återvände från lån till Elfsborg)        |
|    | Nigeria | A   | Mohammed Abdulrahman (återvände från lån till Elfsborg) |
|    | Sverige | F   | Jonas Lundén (slutar)                                   |
|    | Island  | MF  | Hallgrímur Jónasson (till SønderjyskE)                  |
|    | Sverige | F   | Johan Rundqvist (kontrakt brutet)                       |

| Nr | Land    | Pos | Namn                                                    |
| -- | ------- | --- | ------------------------------------------------------- |
|    | Sverige | MF  | Mervan Celik (fri transfer)                             |
|    | Sverige | MF  | Jesper Florén (återvände från lån till Elfsborg)        |
|    | Nigeria | A   | Mohammed Abdulrahman (återvände från lån till Elfsborg) |
|    | Sverige | F   | Jonas Lundén (slutar)                                   |
|    | Island  | MF  | Hallgrímur Jónasson (till SønderjyskE)                  |
|    | Sverige | F   | Johan Rundqvist (kontrakt brutet)                       |

## Allsvenskan 2012
Huvudartikel: Fotbollsallsvenskan 2012.
Resultat för Gais den allsvenska säsongen 2012. 
OBS: resultat är i Gais-favör
| Omgång | Datum             | Arena                    | Motstånd         | Resultat | Gais-Målskyttar     | Publiksiffra | Rapport |
| ------ | ----------------- | ------------------------ | ---------------- | -------- | ------------------- | ------------ | ------- |
| 1      | 31 mars 2012      | Gamla Ullevi             | BK Häcken        | 0-0      |                     | 9 561        | SvFF    |
| 2      | 6 april 2012      | Kopparvallen             | Åtvidabergs FF   | 1-2      | Olsson              | 4 113        | SvFF    |
| 3      | 11 april 2012     | Gamla Ullevi             | Djurgårdens IF   | 0-0      |                     | 4 470        | SvFF    |
| 4      | 16 april 2012     | Olympia                  | Helsingborgs IF  | 1-1      | Celik               | 8 102        | SvFF    |
| 5      | 22 april 2012     | Gamla Ullevi             | IFK Norrköping   | 2-0      | Celik, Wanderson    | 4 100        | SvFF    |
| 6      | 26 april 2012     | Borås Arena              | IF Elfsborg      | 1-2      | Tornblad            | 9 645        | SvFF    |
| 7      | 4 maj 2012        | Guldfågeln Arena         | Kalmar FF        | 2-2      | Wanderson, Olsson   | 5 585        | SvFF    |
| 8      | 7 maj 2012        | Gamla Ullevi             | Mjällby AIF      | 2-2      | Ijeh, Olsson        | 3 749        | SvFF    |
| 9      | 11 maj 2012       | Södertälje Fotbollsarena | Syrianska FC     | 0–2      |                     | 1 775        | SvFF    |
| 10     | 17 maj 2012       | Gamla Ullevi             | GIF Sundsvall    | 1–2      | Celik               | 3 595        | SvFF    |
| 11     | 21 maj 2012       | Gamla Ullevi (H)         | IFK Göteborg     | 1–1      | Gustafsson          | 16 921       | SvFF    |
| 12     | 24 maj 2012       | Råsunda                  | AIK              | 0-1      |                     | 11 112       | SvFF    |
| 13     | 5 juli 2012       | Gamla Ullevi             | Örebro SK        | 0-1      |                     | 4 233        | SvFF    |
| 14     | 8 juli 2012       | Strömvallen              | Gefle IF         | 0-0      |                     | 2 396        | SvFF    |
| 15     | 16 juli 2012      | Swedbank Stadion         | Malmö FF         | 0-2      |                     | 13 023       | SvFF    |
| 16     | 23 juli 2012      | Gamla Ullevi             | Malmö FF         | 2-3      | Tornblad, Johansson | 5 045        | SvFF    |
| 17     | 30 juli 2012      | Rambergsvallen           | BK Häcken        | 1-3      | Romario             | 5 606        | SvFF    |
| 18     | 4 augusti 2012    | Gamla Ullevi             | Åtvidabergs FF   | 2-2      | Ijeh, Aubynn        | 3 119        | SvFF    |
| 19     | 11 augusti 2012   | Norrporten Arena         | GIF Sundsvall    | 0-2      |                     | 3 019        | SvFF    |
| 20     | 26 augusti 2012   | Gamla Ullevi             | AIK              | 0-1      |                     | 3 865        | SvFF    |
| 21     | 2 september 2012  | Gamla Ullevi             | Kalmar FF        | 1-2      | Johansson           | 2 848        | SvFF    |
| 22     | 15 september 2012 | Strandvallen             | Mjällby AIF      | 0-4      |                     | 3 697        | SvFF    |
| 23     | 24 september 2012 | Gamla Ullevi             | IFK Göteborg (B) | 0-0      |                     | 13 268       | SvFF    |
| 24     | 28 september 2012 | Gamla Ullevi             | Syrianska FC     | 1-4      | Romario             | 3 676        | SvFF    |
| 25     | 1 oktober 2012    | Nya Parken               | IFK Norrköping   | 2-7      | Romario, Olsson     | 4 176        | SvFF    |
| 26     | 7 oktober 2012    | Gamla Ullevi             | IF Elfsborg      | 1-2      | Johansson           | 3 304        | SvFF    |
| 27     | 22 oktober 2012   | Stockholms Stadion       | Djurgårdens IF   | 0-3      |                     | 5 569        | SvFF    |
| 28     | 28 oktober 2012   | Gamla Ullevi             | Helsingborgs IF  | 1-3      | Olsson              | 1 711        | SvFF    |
| 29     | 1 november 2012   | Gamla Ullevi             | Gefle IF         | 2-3      | Romario, Johansson  | 1 543        | SvFF    |
| 30     | 4 november 2012   | Behrn Arena              | Örebro SK        | 0-4      |                     | 2 515        | SvFF    |

## Träningsmatcher på försäsongen till 2012
OBS: resultat är i Gais-favör
| Match nr | Datum            | Arena          | Motstånd             | Resultat | Tävling                       | Gais-målskyttar    | Publiksiffra | Matchrapport |
| -------- | ---------------- | -------------- | -------------------- | -------- | ----------------------------- | ------------------ | ------------ | ------------ |
| 1        | 19 januari 2012  | Sörlandshallen | BK Häcken            | 2-1      | Träningsmatch, Color Line Cup | Aganovic, Olsson   | 100          | Gais.se      |
| 2        | 21 januari 2012  | Sörlandshallen | IK Start             | 2-2      | Träningsmatch, Color Line Cup | Olsson, Aganovic   | 500          | Gais.se      |
| 3        | 22 januari 2012  | Sörlandshallen | Sörlandslaget FVN    | 1-1      | Träningsmatch, Color Line Cup | Mujic              | 100          | Gais.se      |
| 4        | 4 februari 2012  | Valhalla IP    | Örgryte IS           | 1-0      | Träningsmatch                 | Wanderson          | 2 548        | Gais.se      |
| 5        | 18 februari 2012 | Oklart         | Aalborg Boldspilklub | 2-1      | Träningsmatch                 | Olsson, Johansson  | Oklart       | Gais.se      |
| 6        | 22 februari 2012 | Borås Arena    | IF Elfsborg          | 0-0      | Träningsmatch                 |                    | 704          | Gais.se      |
| 7        | 25 februari 2012 | Kopparvallen   | Åtvidabergs FF       | 3-4      | Träningsmatch                 | Ijeh (2), Wandeson | 744          | Gais.se      |
| 8        | 9 mars 2012      | AKA Arena      | Hønefoss BK          | 0-2      | Träningsmatch                 |                    | 473          | Gais.se      |
| 9        | 17 mars 2012     | Skagerak Arena | Odd Grenland         | 1-1      | Träningsmatch                 | Wanderson          | 926          | Gais.se      |
| 10       | 24 mars 2012     | Valhalla IP    | IFK Norrköping       | 1-1      | Träningsmatch                 | Olsson             | 1 656        | Gais.se      |

### Intern Skytteliga på försäsongen till 2012
- Jakob Olsson        4 mål
- Wanderson Do Carmo 3 mål
- Peter Ijeh         2 mål
- Admir Aganovic     2 mål - Provspelade men fick ej kontrakt
- Mirza Mujcic       1 mål